# Seilrolle
Eine Seilrolle dient zur Umlenkung und Führung von Seilen und basiert auf dem Prinzip der Rolle. Zur Verminderung von Reibungsverlusten wird die drehbare Rolle dabei oftmals kugelgelagert eingebaut. Eingesetzt werden sie etwa bei Flaschenzügen und somit in jeder Art von Kranen, in Seilbahnen und zur Sicherung beim Klettern.

## Seilrolle beim Klettern

### Anwendung
Seilrollen werden in der Bergrettung (Spaltenbergung nach Sturz in eine Gletscherspalte) und in der Höhenrettung zum Bau von Flaschenzügen benutzt. Beispiele: Einfacher Flaschenzug, Doppelter Flaschenzug, Schweizer Flaschenzug, lose Rolle. Im Outdoortraining werden sie zum Spannen von Seilen für Seilbrücken und Seilbahnen verwendet. Bei behelfsmäßigen Last- und Personen-Seilbahnen werden Doppelrollen als gleitende Aufhängung für die Last verwendet. Beim Kajakfahren werden damit gekenterte Kajaks aus der Strömung geborgen. Seilrollen dienen auch einfach als Umlenkrolle zum Verändern der Zugrichtung.

### Material

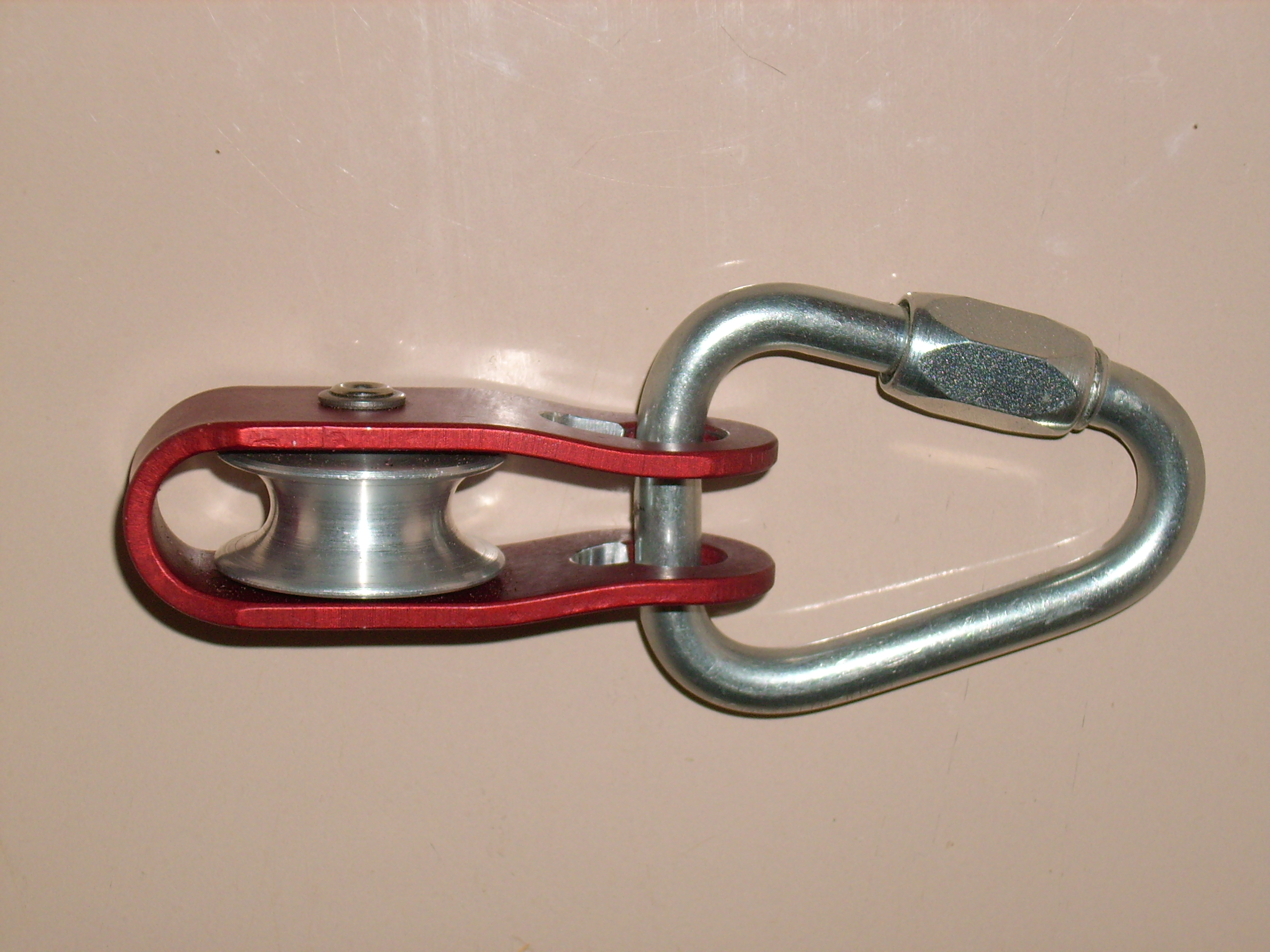
Lastrolle
Lastrollen sind geprüft und erreichen Bruchlasten von 3000 daN. Sie werden meist als erste Umlenkrolle eingesetzt, da hier die größten Lasten auftreten. Da die Reibungsverluste an dieser Stelle am größten sind, werden Lastrollen oft kugelgelagert oder selbstschmierend ausgeführt. Die Laufrolle ist meist aus Aluminium oder Stahl. Lastrollen sind oft mit einem Steg geschlossen ausgeführt, damit bei einem Achsbruch das Seil trotzdem gesichert ist.

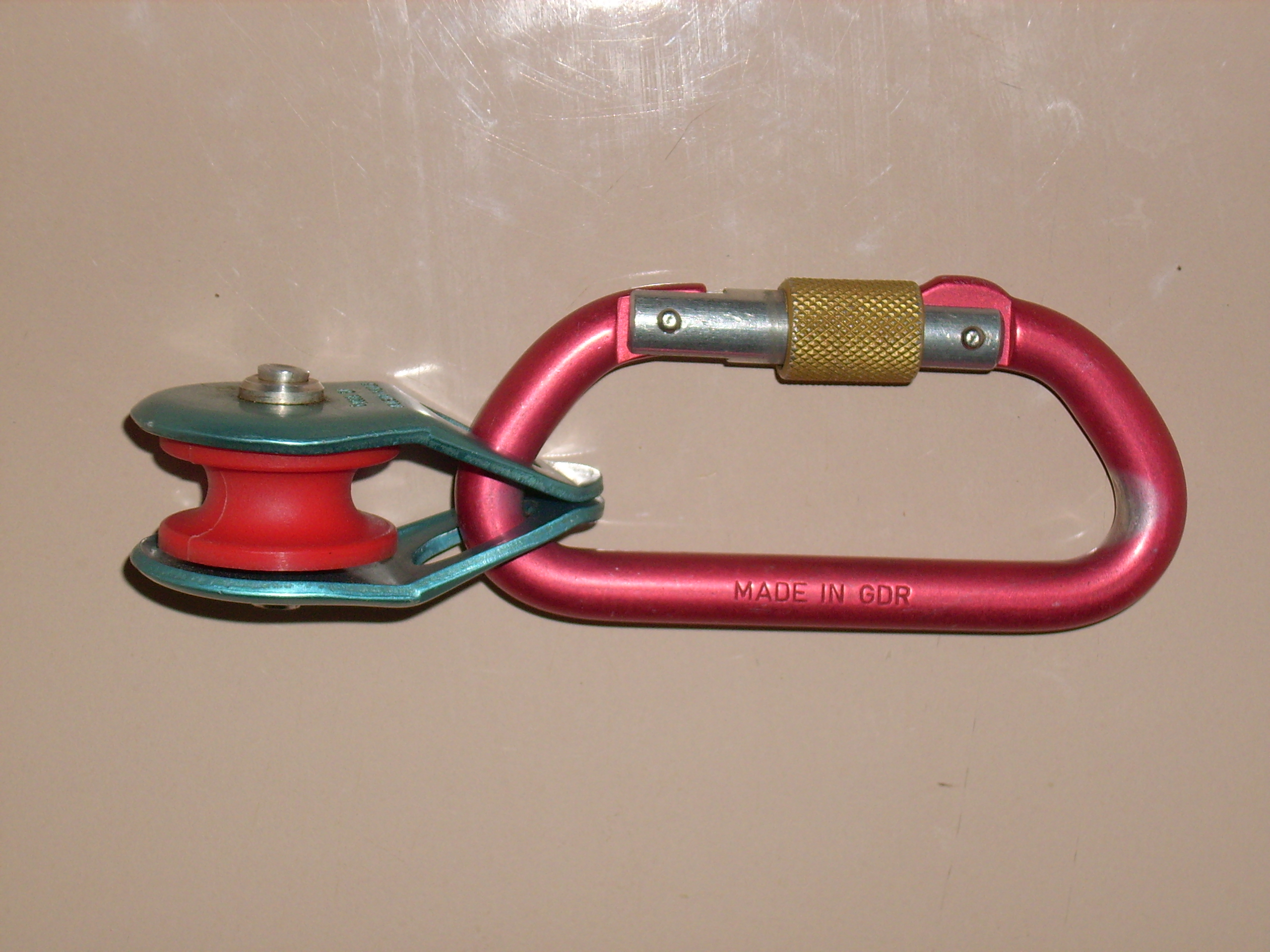
Hilfsrolle
Hilfsrollen werden oft als zweite Rolle im Flaschenzug eingesetzt, da hier nur noch die halbe Kraft bewältigt werden muss. Typische Bruchlasten liegen bei 1000 daN. Sie laufen meist ungeschmiert. Die Laufrolle ist meist aus Kunststoff (Polyamid). Nebenstehendes Modell ist aufklappbar, so dass das Seil besonders einfach eingelegt werden kann.

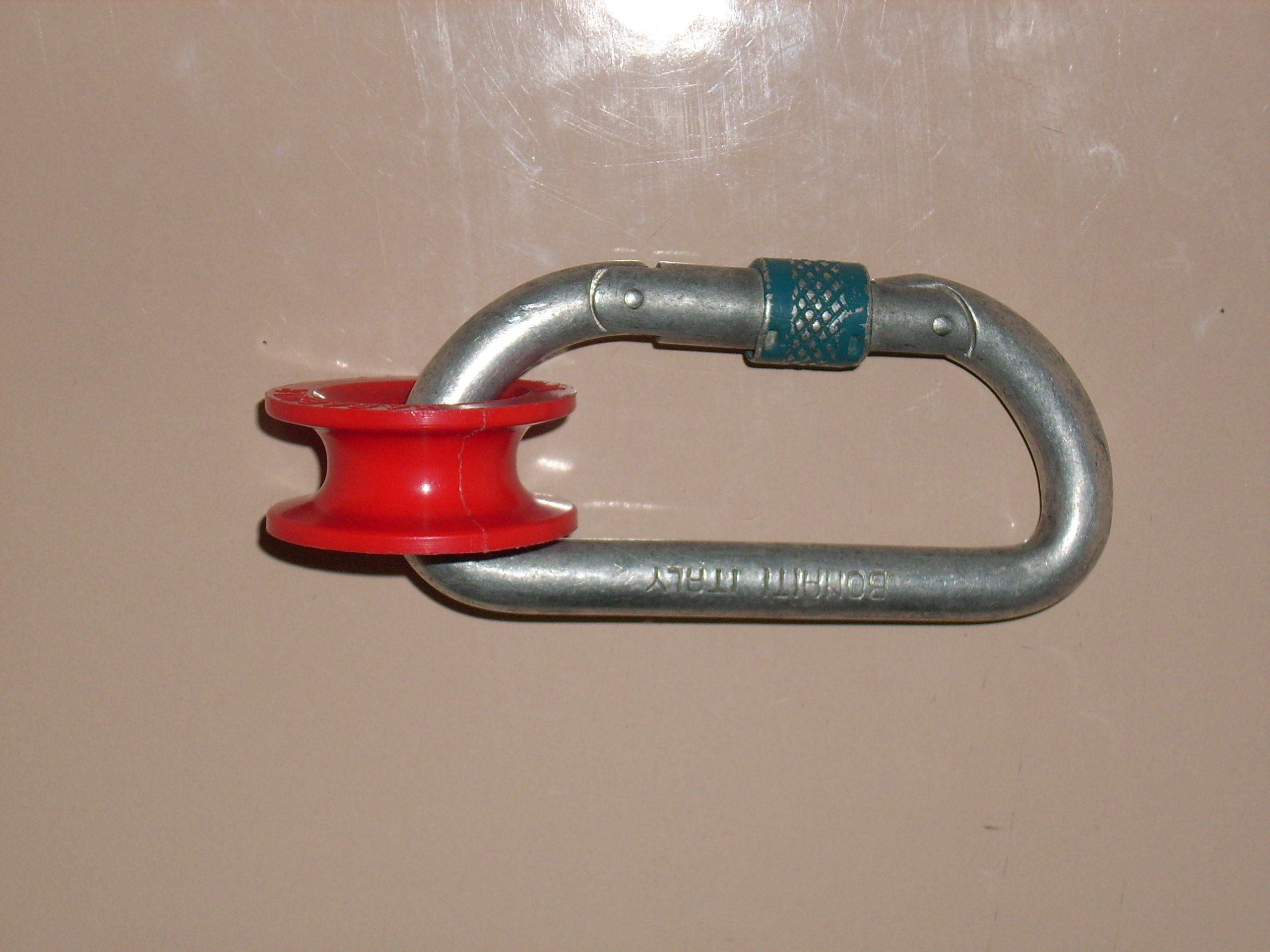
Behelfsrolle
Behelfsrollen bestehen aus einer einzelnen losen Kunststoffrolle, die nur in Kombination mit einem Karabinerhaken einsetzbar sind, der dabei als Achse funktioniert. Da Kletterkarabiner meist unsymmetrisch sind, ist das Loch in der Rolle entsprechend an die Krümmung angepasst, so dass die Last auf die ganze Rollenbreite verteilt wird.

### Rücklaufsperre
Oft werden Seilrollen mit einer Rücklaufsperre kombiniert – entweder mit einer baulich integrierten Ratsche, oder zusätzlich mit einer Steigklemme, einer Gardaschlinge, einer Kara-Acht-Schlinge oder besonders kostengünstig mit einer Prusikschlinge, jeweils an oder mit dem aus der Rolle laufenden Seilstück.

## Seilrolle im Kranbau

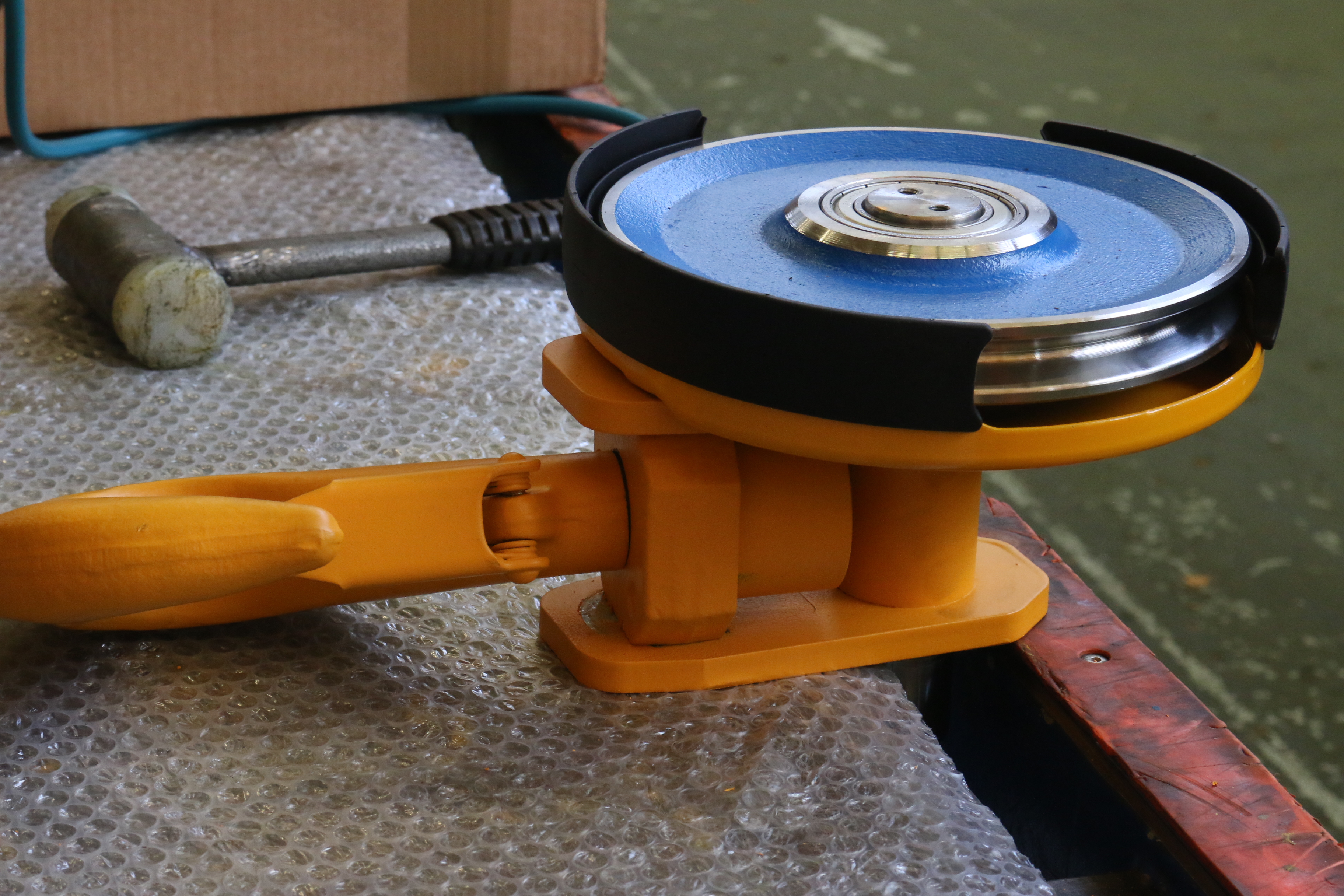
Seilrolle in der Unterflasche eines Brückenkrans während der Montage. Die Unterflasche besteht später aus zwei Seilrollen, wodurch sich ein vierfach eingescherter Elektroseilzug ergibt.

Krane jeglicher Art verwenden Seilrollen, um das Hubseil, welches die Last aufnimmt, umzulenken und zu führen. Nur mit Hilfe von Seilrollen können Flaschenzüge aufgebaut werden, die für die Veränderung von Kraft und Geschwindigkeitsverhältnissen genutzt werden.
Ein Seil, das unter Last um eine Seilrolle geführt wird, erfährt auf der Seilrolle einen Biegewechsel, welcher maßgeblich für den Verschleiß des Stahlseils verantwortlich ist. Um diesen so gering wie möglich zu halten, sind Abmessungen und genaue Geometrie der Seilrollen genau an das verwendete Seil angepasst. 